# Megadance / Flic Flac (Fahrgeschäft)
Megadance bzw. Flic Flac ist die Bezeichnung eines Typs Fahrgeschäft, das seit 1992 von der HUSS Maschinenfabrik GmbH & Co. KG (jetzt Huss Rides) aus Bremen, sowohl in einer stationären als auch in einer transportablen Ausführung realisiert worden ist. Das Fahrgeschäft wurde zunächst unter dem Namen Megadance vertrieben, ehe es nach einer Modifizierung den Namen Flic Flac erhielt. Es sind insgesamt 10 Anlagen gebaut worden.

## Aufbau und Fahrweise
Der Mittelbau hat sechs Ausleger, an denen sich in der Ursprungsversion Megadance frei schwingende Arme mit den Gondeln befinden. Je Gondelarm gibt es 8 Sitzplätze mit nach außen gerichteter Blickrichtung. Ein im Mittelbau befindlicher, entgegengesetzt zur Hauptdrehachse drehender Hubring sorgt für eine Auf- und Abbewegung und erzeugt somit eine Wellenbewegung der sechs Hauptausleger. Das Prinzip des Hubrings wurde vom Fahrgeschäftstyp Magic (Fahrgeschäft) übernommen. Durch die Kombination von Drehbewegung und Wellenbewegung schwingen die Gondelarme je nach Geschwindigkeit bis zu einem bestimmten Grad nach außen und wieder zurück.
Da die Ursprungsversion eine eher unspektakuläre Fahrweise hatte und der Erfolg hinter den Erwartungen zurückblieb wurde der Megadance ab 1993 modifiziert und erhielt sogenannte Überschlaggondeln. Hierbei wurden die kompletten sechs Hauptausleger ausgetauscht, wobei diese an den Enden ein frei schwingendes Gondelpaar (2 Gondeln mit jeweils 3 Sitzplätzen) erhielten. Die Kapazität reduzierte sich damit von 48 auf 36 Personen, jedoch zu Gunsten einer spannenderen Fahrt, welche nun auch Loopings beinhaltet. Die ersten Umbauten gingen zur Saison 1994 nun auch namentlich als Flic Flac auf die Reise, während andere Umbauten weiterhin unter gleichem Namen fuhren. Das ehemalige Geschäft 'Can Can' der Firma Ewald Schneider erhielt nach dem Umbau den Namenszusatz „verschärft“ als Hinweis für die neue Fahrweise.

## Unvollständige Liste der gebauten Anlagen (stationär und reisend)
| Name                                              | Baunummer | Baujahr | Status       | Betreiber                                                 | Land        | Vorbesitzer | Bemerkungen |
| ------------------------------------------------- | --------- | ------- | ------------ | --------------------------------------------------------- | ----------- | --- | --- |
| Ministry of Sound, Megadancer                     | 55 625    | 1992    | In Betrieb   | Soubeyrand (F)                                            | Frankreich  | 1992: Dreher-Zarnitz (Bremen), 1996: Koidl (Wiener Prater, A), 1997-x: Vaissière (F) | Nr. 1, 1994: Umbau auf Flic Flac, 2022: Umgestaltung zum 'Ministry of Sound' |
| Can Can, Can Can verschärft, Can Can              |           | 1992    | abgebaut     | bis 2021: Al Hokair Land (Riyadh, Saudi-Arabien)          |             | 1992–1997: Ewald Schneider (Bielefeld), 1998-x: Dubai (Vereinigte Arabische Emirate) | 1994: Umbau auf Flic Flac Das Al Hokair Land wurde im April 2021 geschlossen, Verbleib des Can Can unbekannt. |
| Dragon Wrestling Tournament, Flic-Flac, Megadance | 55 627    | 1992    | abgebaut     | seit 2008: Legendia Silesian Amusement Park (Chorzów, PL) | Polen       | 1992: Kipp (Bonn), 1993–1994: eingelagert bei HUSS in Bremen, 1995–1999: Pötzsch (München) | 1993 od. 1994: Umbau auf Flic Flac, 1999: An die Fa. van Tol (NL) vermietet, danach nochmals bei HUSS. Nach Polen verkauft und zunächst in einem Lunapark, danach stationär im Freizeitpark Legendia. Im Legendia Park umgestaltet zum 'Dragon Wrestling Tournament', 2019: Im Park abgebaut |
| Devil Rock,Flic Flac, Megadance                   | 55 629    | 1992    | In Betrieb   | Mathias Straube (Ludwigsfelde)                            | Deutschland | 1992: Franz Goetzke (München), 1993–1998: eingelagert bei HUSS in Bremen, 1999–2007: Peter Schrod (Grünberg), 2007–2012: Sascha Hanstein (Bremen), 2013–2018: Jens Steffen & Sohn (Eschwege), 2019: Sipkema (NL) | 1997: Umbau auf Flic Flac, 2008: Umgestaltung zum 'Devil Rock' |
| Rock'n'Roller                                     |           | 1992    | abgebaut     | Planet Leta (St. Petersburg, RUS)                         |             | 1992–1995: Oscar Bruch (Düsseldorf), 1996–1998: Peter Rieger (A), 1999-x: Broeckx (BEL), 2005-x: Kirov-Park (St. Petersburg, RUS)                                                                                | 1993: Umbau auf Flic Flac |
| Flic Flac, Megadance                              |           | 1992    | verschrottet | Goetzke (München)                                         |             | 1992–1995: Ludewigt (Oldenburg), 1996–2000: Heitmann-Schneider (Münster), 2001–2008: Spreepark (Berlin) | 1994: Umbau auf Flic Flac Mittelbau verschrottet, Gondeln waren 2019 noch vorhanden. Andere Teile des Geschäfts (Rückwand, Fahrstand etc.) wurden beim Fahrgeschäft 'Rocket' der Firma Goetzke weiterverwendet.                                                                              |
| Flic Flac, Can Can                                |           | 1995?   | abgebaut     | bis 2019?: Janfusun Fancyworld (TWN)                      |             | 1995–2011?: Woobang-Towerland (Daegu, KOR) | Verbleib unbekannt |
| Megadance                                         |           | 1993    | In Betrieb   | Benyland (JPN)                                            |             | 1993–?: Toshimaen (JPN), Yokohama Dreamland (JPN) | Originalzustand ohne Überschlaggondeln |
| Megadance                                         |           | ?       | abgebaut     | ?                                                         |             | Selva Magica (MX) | Originalzustand ohne Überschlaggondeln |
| Mega Dance                                        | 63 344    | 1994?   | In Betrieb   | Siam Amazing Park (Bangkok, THA)                          |             | Jerudong Playground (BRN) | Originalzustand ohne Überschlaggondeln |